# Enterosora parietina
Enterosora parietina là một loài dương xỉ trong họ Polypodiaceae. Loài này được Klotzsch L.E. Bishop mô tả khoa học đầu tiên năm 1992.